# Plymouth Township
Plymouth Township é uma municipalidade localizada no estado americano do Michigan, no Condado de Wayne.

## Demografia
Segundo o censo americano de 2000, a sua população era de 27.798 habitantes.

## Geografia
De acordo com o United States Census Bureau tem uma área de 41,3 km², dos quais 41,2 km² cobertos por terra e 0,1 km² cobertos por água.

## Localidades na vizinhança
O diagrama seguinte representa as localidades num raio de 12 km ao redor de Plymouth Township.